# 피라
피라(Pyrrha)는 그리스 신화에 나오는 에피메테우스의 딸이다. 올림포스 신들에 의해 만들어진 최초의 여자 판도라와 에피메테우스의 딸이며, 프로메테우스의 아들인 데우칼리온의 아내이다. 제우스가 대홍수를 일으켜 인간들을 멸망시킬 때 인간의 편인 프로메테우스의 도움으로 데우칼리온과 함께 살아 남았다. 제우스에 의해 죽을 뻔했는데도 유일하게 살아남은 그들은 맨 먼저 제우스에게 제사를 지냈다. 제우스는 도피의 신이기도 했기 때문이다. 제우스가 데우칼리온에게 원하는 것을 묻자 그들은 인간을 선택했다. 제우스는 그들에게 돌을 뒤로 던지라고 지시했다. 데우칼리온이 던진 돌에서는 남자가 자라났고 피라가 던진 돌에서는 여자가 자라났다.